# Takesure Chinyama
Takesure Chinyama (* 30. September 1982 in Harare) ist ein ehemaliger simbabwischer Fußballspieler, der zuletzt bei LZS Piotrówka in der 4. polnischen Liga unter Vertrag stand. Er wurde meistens als Mittelstürmer eingesetzt.

## Vereinskarriere
Takesure Chinyama spielte bei mehreren Vereinen in seiner Heimat Simbabwe, bevor er Ende 2006 nach Polen kam. Von 2006 bis 2007 stand er bei Groclin Grodzisk unter Vertrag. 2007 wurde er vom Ligakonkurrenten Legia Warschau verpflichtet. 2009 wurde er zusammen mit Paweł Brożek von Wisła Krakau mit 19 Treffern Torschützenkönig der polnischen Ekstraklasa.
Im Sommer 2011 wurde sein Vertrag nach schlechteren Leistungen nicht verlängert und er war ein halbes Jahr vereinslos, bevor er in seiner Heimat bei Dynamos Harare unterschrieb. Im Sommer 2012 wechselte er zum südafrikanischen Erstligisten und Meister Orlando Pirates. In 15 Ligaspielen konnte er für die Pirates 3 Tore erzielen und wechselte nach der Saison zum Ligakonkurrenten Platinum Stars. Jedoch war er hier nur noch Ersatzspieler und kam in lediglich 5 Ligaspielen zum Einsatz. Nachdem er längere Zeit ohne Vertrag war, kehrte Takesure Chinyama kurz zu seinem früheren Arbeitgeber Dynamos Harare zurück, bevor er 2016 wieder nach Polen zurückkehrte. Hier spielte er für LZS Piotrówka in der 4. Liga.

## Nationalmannschaft
Chinyama gehörte dem Kader der Nationalmannschaft Simbabwes an, für die er 7 Länderspiele bestritt.

## Erfolge
- Polnischer Pokalsieger (2007, 2008 und 2011)
- Polnischer Ligapokalsieger (2007)
- Polnischer Supercupsieger (2009)
- Torschützenkönig der polnischen Ekstraklasa (2009)
- Simbabwischer Superpokalsieger (2012)